# Leptataspis nigrolimbata
Leptataspis nigrolimbata är en insektsart som beskrevs av Schmidt 1910. Leptataspis nigrolimbata ingår i släktet Leptataspis och familjen spottstritar. Inga underarter finns listade i Catalogue of Life.